# Fonoll
|  | Aquest article tracta sobre la planta. Si cerqueu el poble de la Conca de Barberà, vegeu «El Fonoll». |

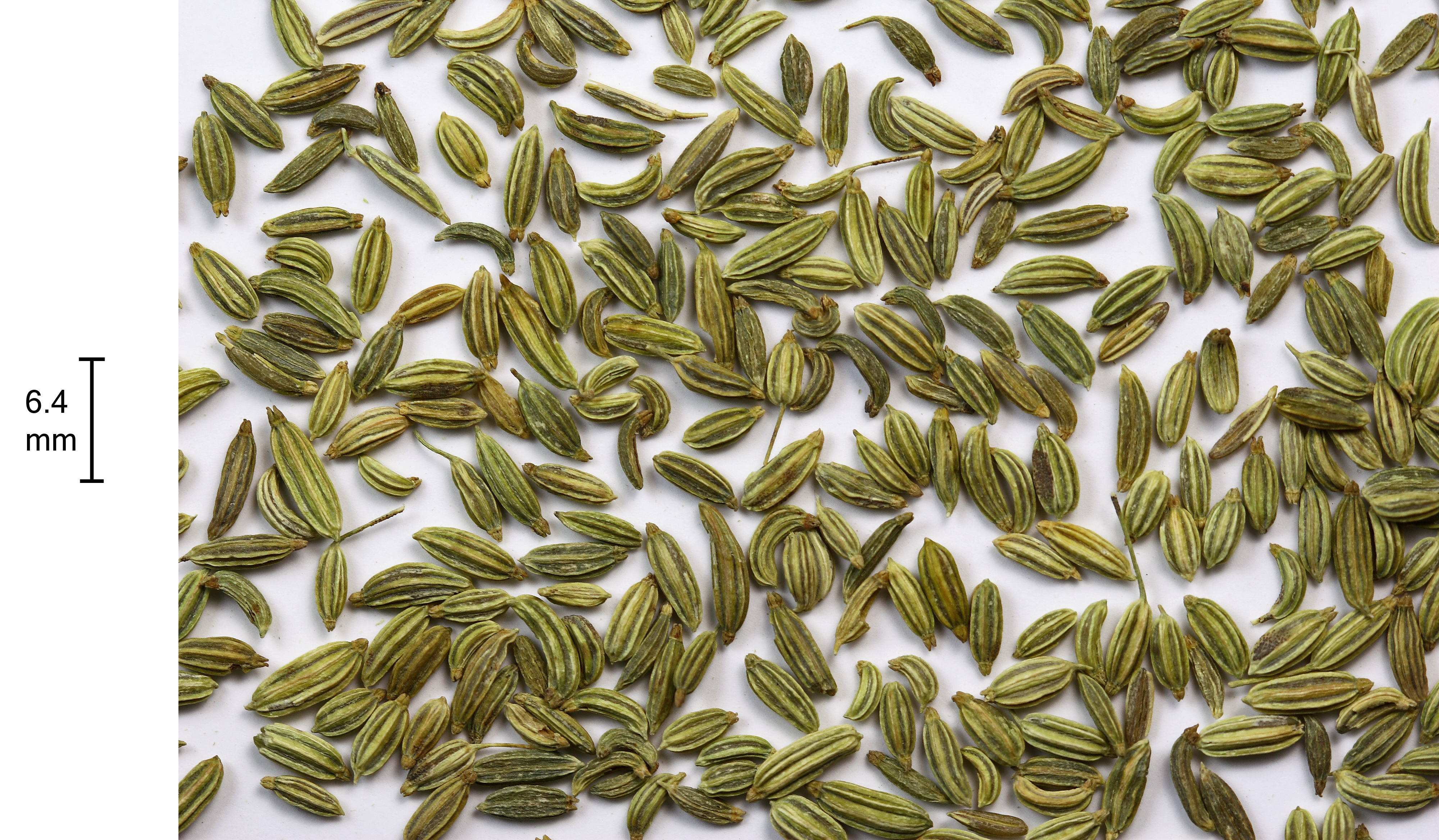
Llavors de fonoll

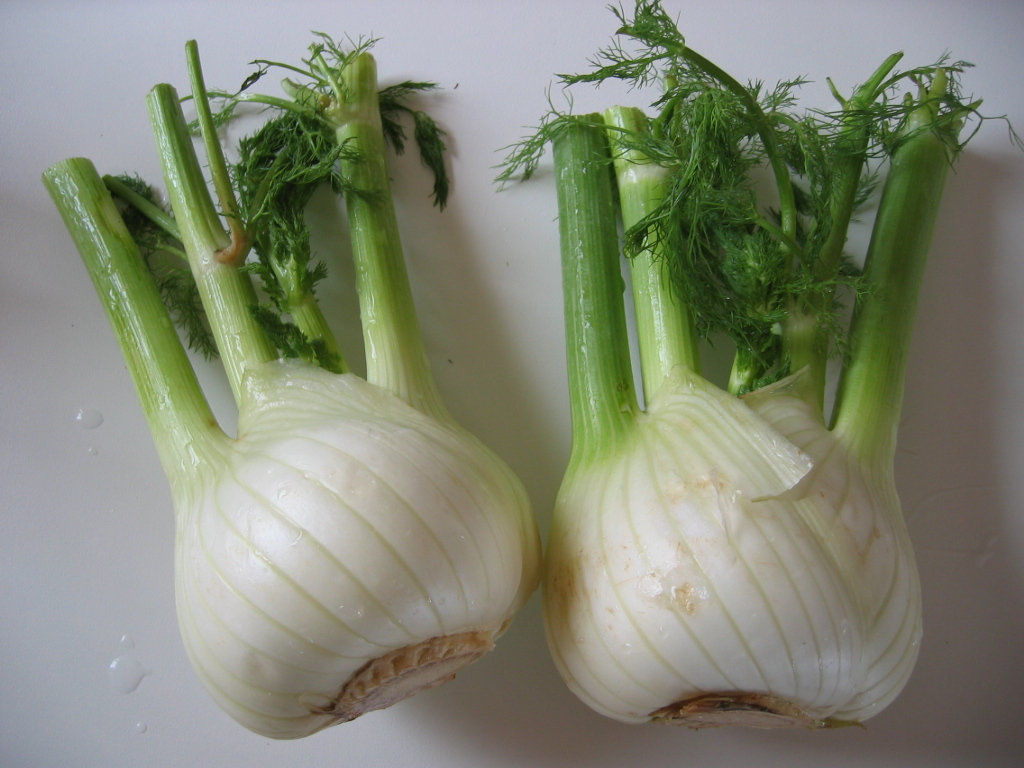
Bulbs de fonoll

El fenoll o fonoll (Foeniculum vulgare) és una espècie silvestre i conreada dins de la família Apiaceae, originària del sud d'Europa i el Pròxim Orient. És un dels condiments tradicionals de la cuina mediterrània.
Un lloc on abunda el fenoll és un fenollet, fenollar, una fenolleda o fenollosa.

## Descripció
Herba perenne de fulles fines i glauques que arriba a 2 metres d'alçada. Floreix a l'estiu i fa una umbel·la de flors grogues i fruits petits i aromàtics.
Aquesta planta té usos gastronòmics, medicinals i en perfumeria. Té un gust d'anís, ja que també conté anetol. És una planta molt resistent a la secada i es troba en molts llocs de la terra baixa.

## Distribució
És originari de la Mediterrània. Als Països Catalans és molt comú i àmpliament distribuït en fenassars i altres prats mediterranis fins a 1.300 metres d'altitud.

## Conreu

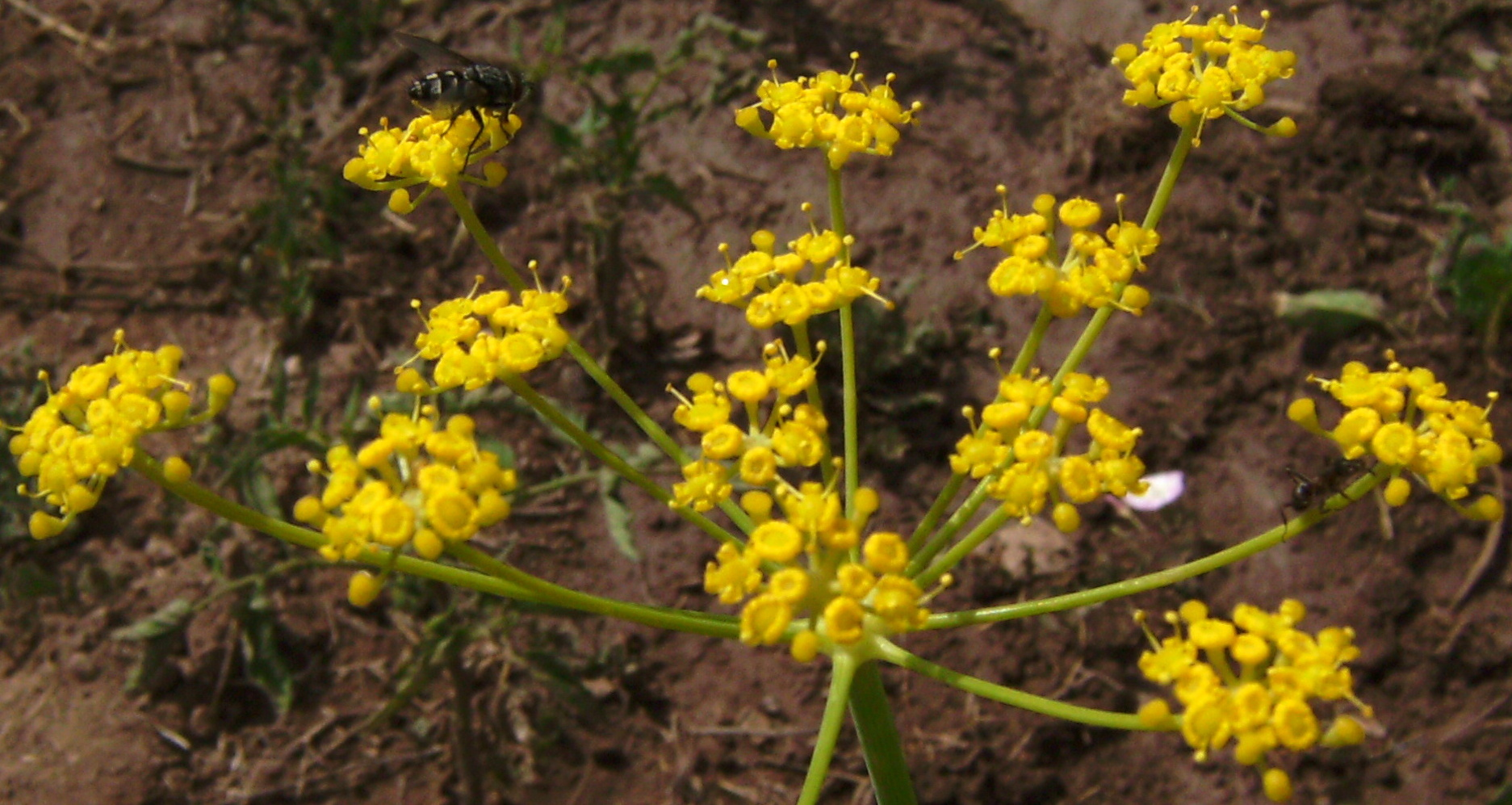
Flors de fonoll cultivat visitat per una mosca (pol·linitzadora) i una formiga

La varietat dulcis és un conreu típic d'Itàlia (finocchio), amb les fulles basals engruixides que fan com un "bulb". Se sembra directament a l'estiu i es cull a la primavera.
Les altres varietats són generalment plantes silvestres. Se'n cullen els fruits a la tardor i les fulles tendres a la primavera.

## Gastronomia

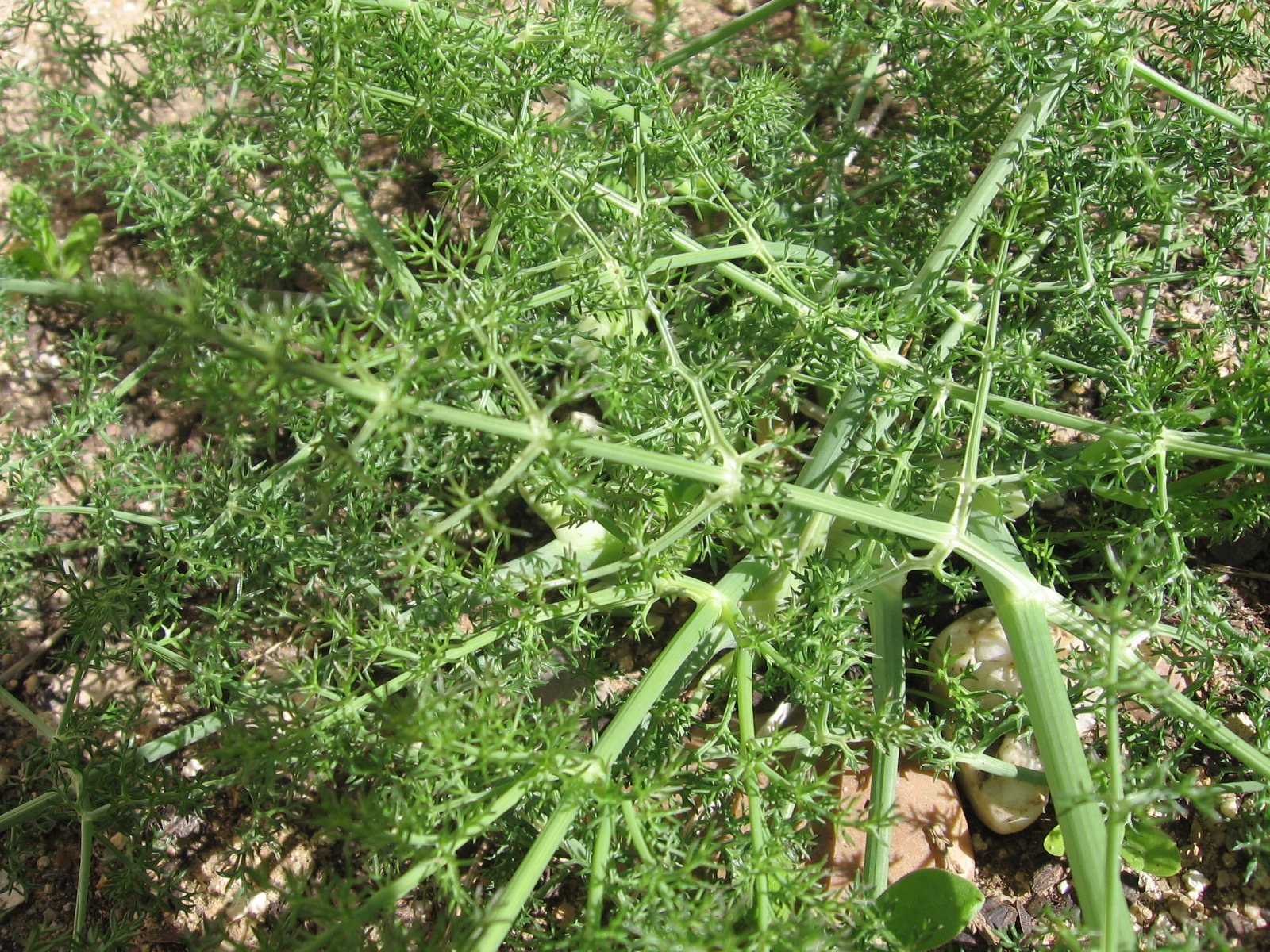
Fulles tendres de fonoll

Les llavors s'aprofiten en la cuina de molts països. Es fan servir senceres o mòltes. A la zona del Mediterrani, les llavors serveixen per a condimentar certs productes de pastisseria. També serveixen com a ingredient de la cuina del Pròxim Orient i com a ingredient de la barreja d'espècies dels curris del subcontinent indi.
Les fulles verdes i crues es fan servir com a ingredient d'amanides. A l'Àsia del sud-est (Laos, Tailàndia, Xina) es mengen crues com a acompanyant de plats de peix o carn. En la gastronomia italiana, francesa i xinesa, les fulles fresques serveixen també per a preparar i condimentar sopes, i són un dels ingredients de plats de verdures, peixos i carns bullides similars a l'escudella.
Els bulbs de les varietats de fonoll conreades són molt populars en la cuina de Centreeuropa. Es preparen bullits amb vinagreta, per a acompanyar plats sencers gratinats amb beixamel i coberts de formatge o tallats en trossos en quiche, entre moltes altres formes.